# Хадаліти
Хадаліти (рос. хадалиты, англ. chadalites, нім. Chadalithen m pl) — всі включення твердого матеріалу в лаві, що вилилась на поверхню. Х. за складом дуже різнорідні: від гірських порід не лавового походження до споріднених з нею продуктів. Від грецьк. χανδανσ і λίθος — «охоплюю (вміщаю у собі) камінь». (Пійп, 1956 р.).
Розрізняють такі основні різновиди Х.:
- гомеогенні — утворені в основному у вигляді сегрегації з тієї ж магми, що і вмісні породи;
- еналогенні — чужі, не змінені магмою частинки;
- пневматогенні — комагматичні, утворені в результаті дії газів на глибині;
- полігенні — метаморфічно змінені хадаліти, більш раннього походження.